# أق بلاغ سفلي
أق بلاغ سفلي هي قرية في مقاطعة مشكين شهر، إيران. عدد سكان هذه القرية هو 54 في سنة 2006.